# Гармата Гаусса
Не варто плутати з рейкотроном.

Принцип дії гармати Гаусса

Гармата Га́уса (англ. Gauss gun, Gauss cannon) або коту́шкова гармата (англ. coilgun) — різновид електромагнітного прискорювача мас, що перетворює електричну енергію на кінетичну за допомогою сили Лоренца[джерело?]. Використовує одну або декілька котушок індуктивності, проходячи крізь які феромагнітний снаряд розганяється до великих швидкостей.
Пристрій названий на честь видатного німецького вченого Карла Гаусса, який досліджував фізичні принципи електромагнетизму, на яких і засновано гармату. Цей пристрій може слугувати перспективним засобом доставки вантажів і зброєю.

## Принцип дії
Основою гармати Гаусса є соленоїдна котушка індуктивності, всередині якої перебуває ствол (як правило, з діелектрика). В один з кінців ствола вставляється снаряд, зроблений з феромагнетика. При пропусканні електричного струму в соленоїді виникає магнітне поле, яке прискорює снаряд, «втягуючи» його всередину соленоїда. На кінцях снаряда при цьому утворюються полюси, симетричні полюсам котушки, через що після проходу центру соленоїда снаряд притягується в зворотному напрямку, тобто гальмується.
Для найбільшого ефекту імпульс струму в соленоїді має бути короткочасним (поки не почалося гальмування снаряда) і потужним. Як правило, для отримання такого імпульсу застосовуються електричні конденсатори з високою робочою напругою.
Параметри обмотки, снаряда і конденсаторів мають бути узгоджені таким чином, щоб під час пострілу до моменту підльоту снаряда до середини обмотки струм в останній вже зменшувався до мінімального значення, тобто, заряд конденсаторів має бути вже повністю витраченим. У такому випадку ККД одностадійної гармати Гаусса буде максимальним.

## Розрахунки

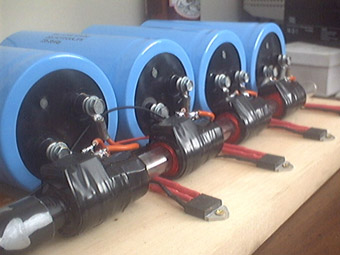
Багатоступенева гармата Гаусса

### Енергія накопичувана в конденсаторі
{\displaystyle E={U^{2}C \over 2}},
де:
- {\displaystyle ~U} — напруга конденсатора (у вольтах)
- {\displaystyle ~C} — ємність конденсатора (у фарадах)

Енергія накопичувана при послідовному і паралельному з'єднанні конденсаторів рівна.

### Кінетична енергія снаряда
{\displaystyle E={mv^{2} \over 2}},
де:
- {\displaystyle ~m} — маса снаряда (в кілограмах)
- {\displaystyle ~v} — його швидкість (у м/с)

### Час розрядки конденсаторів
Це час, за який конденсатор повністю розряджається. Він дорівнює чверті періоду:
{\displaystyle ~T={\pi {\sqrt {LC}} \over 2}},
де:
- {\displaystyle ~L} — індуктивність (у генрі)
- {\displaystyle ~C} — ємність (у фарадах)

### Час роботи котушки індуктивності
Це час за який ЕРС котушки індуктивності зростає до максимального значення (повний розряд конденсатора) і повністю спадає до 0. Він дорівнює верхньому напівперіоду синусоїди.
{\displaystyle ~T=\pi {\sqrt {LC}}},
де:
- {\displaystyle ~L} — індуктивність (у генрі)
- {\displaystyle ~C} — ємність (у фарадах)

## Застосування

### Сфери застосування
Гармата Гаусса може слугувати засобом високоточної доставки вантажів шляхом їх катапультування в місце призначення; засобом руху потягів; доставки на орбіту супутників прямо з поверхні планети. У військовій справі вона може реалізовуватися і як артилерія з потенційною дальністю дії в сотні кілометрів, і як персональна зброя. Поки що не існує гармат Гаусса, котрі могли б конкурувати в цих сферах з уже наявними технологіями (див. нижче).

### Переваги та недоліки
Гармата Гаусса має переваги, яких не мають інші види катапульт вантажів і стрілецької зброї. Це необмеженість у виборі початкової швидкості й енергії снаряда, швидкострільність, можливість безшумного пострілу (якщо швидкість снаряда не перевищує швидкості звуку), відносно невелика віддача (дорівнює імпульсу снаряда, немає додаткового імпульсу від порохових газів або рухомих частин), теоретично — більша надійність та зносостійкість, а також можливість роботи в різних середовищах, зокрема, в умовах космічного простору.
Проте, попри гадану простоту гармати Гаусса та її переваги, її практичне застосування як катапульти чи зброї пов'язане із серйозними труднощами.

#### Відстеження снаряда в котушках
Кожна наступна котушка гармати повинна створювати електромагнітне поле, враховуючи те, на скільки снаряд був розігнаний у попередніх котушках. Так, високошвидкісні гармати можуть налічувати до кількох сотень котушок. Звичайне послідовне спрацьовування котушок за попередньо заданим часом із розрахункових показників просто реалізувати, але будь-яке відхилення від розрахункової швидкості для кожної котушки впливає на кінцеву швидкість і марнування енергії.

#### Вплив форми котушок на ефективність
Ідеальна соленоїдна бочкоподібна котушка має найкращу ефективність, однак системи подачі снарядів, каркасні конструкції гармати та системи відведення тепла, що виникає внаслідок індукції в котушках, змушують надавати їм іншої форми, що зменшує ефективність гармати.

#### Габарити
Існує потреба у конденсаторах і акумуляторах, що збільшують габарити й масу портативних гармат Гаусса. Перспективним є використання замість конденсаторів транзистор метал-діелектрик-напівпровідників.

#### НизькийККД
Реальні гармати Гаусса мають ККД трохи вище 20 %. Для його підвищення можуть використовуватися запобіжники котушок (після проходження крізь них снаряда) та запобіжні електричні схеми.

## Гармата Гаусса в науковій фантастиці
Тут наведено типові чи незвичайні зображення гармати Гаусса в фантастиці. Цей перелік неповний.
Гармата Гаусса досить популярна в науковій фантастиці, де виступає як високоточна персональна зброя, а також як стаціонарна високоточна та (рідше) швидкострільна зброя.
У всесвіті Battletech (цикл книг, відеоігри серій MechCommander та MechWarrior) гармата Гаусса часто монтується на крокуючих мехів, а її велике енергоспоживання компенсується руйнівною силою.
У StarCraft піхотинці терранів озброєні автоматичною гвинтівкою Гаусса. Примітно, що в StarCraft II з цієї зброї вилітають гільзи, хоча гармата Гаусса їх не потребує. Тому назва «гвинтівка Гаусса» радше була обрана через незвичайну назву, а насправді є зброєю іншого типу.
Рушниця Гаусса і пістолет Гаусса наявні в Fallout 2, де це найточніша та найпотужніша серед «легкої» зброї (за класифікацією всесвіту Fallout), яка внаслідок своєї убивчості стріляє тільки одиночними пострілами. Також гаус-гвинтівка з'явилась у Fallout 3 (якщо встановити доповнення Operation Anchorage), заснованій на ній Fallout: New Vegas і Fallout 4 і Fallout 76, тільки там вона належить до енергетичної зброї.
У Half-Life є експериментальна портативна зброя, названа тау-гарматою. Вона може накопичувати заряд, що збільшує потужність пострілу. У Half-Life 2 таку гармату встановлюють на піщаному багі Гордона Фрімена.
В ігровому всесвіті Warhammer 40,000 воїни некронів озброєні «гарматами Гаусса». Проте ця назва дана як найближча аналогія, насправді люди не розуміють цілком принципу дії зброї некронів, яка руйнує молекулярні зв'язки цілі.
Такими гарматами оснащується в Halo авіація та неземна техніка, також гармата Гаусса існує у вигляді стаціонарної зброї.
У S.T.A.L.K.E.R.: Shadow of Chornobyl є снайперська гвинтівка «Гаусс гармата» — зброя, що має дуже низьку швидкострільність, але максимальну потужність.

## Практичні реалізації

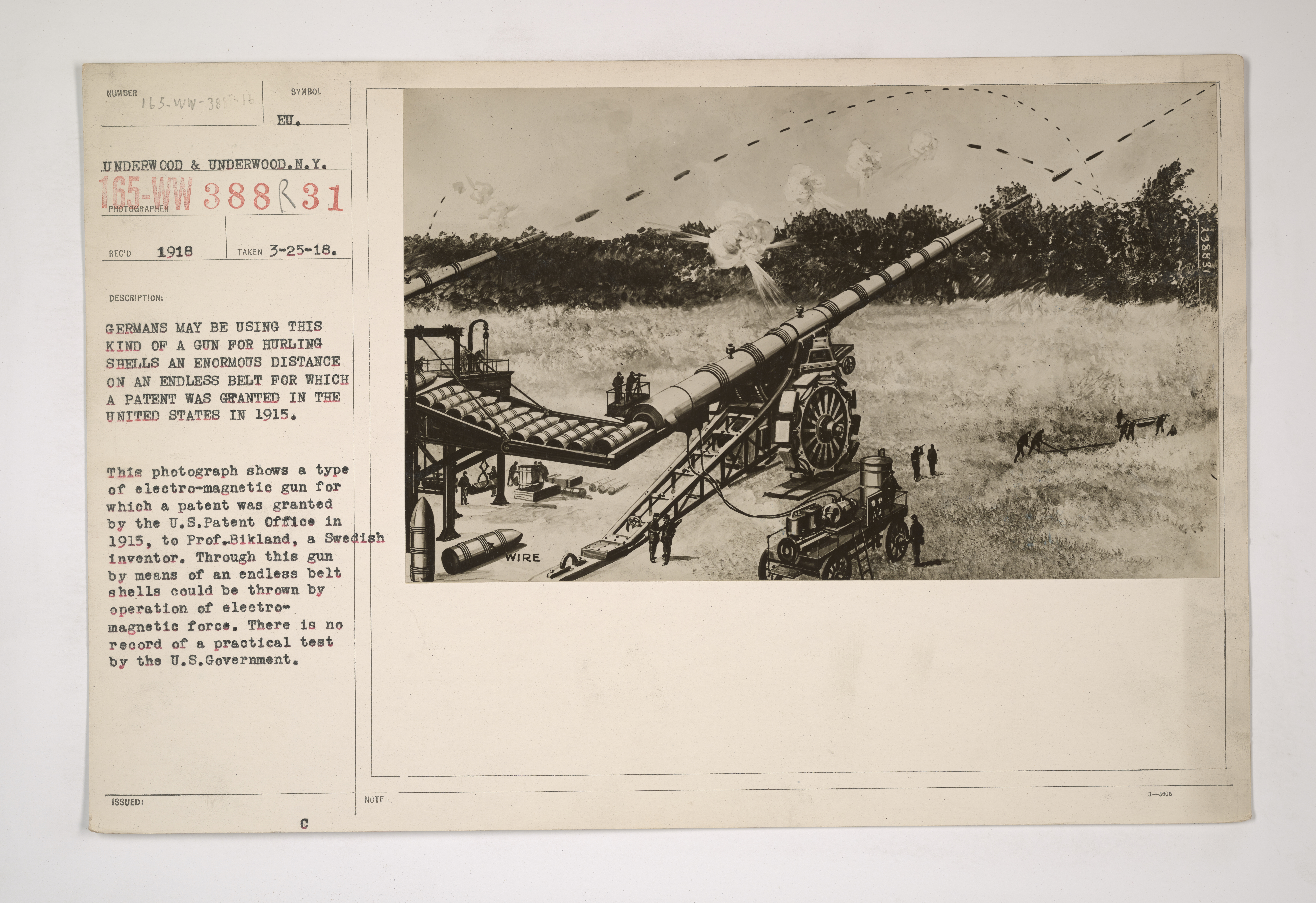
Американський проєкт гармати Гаусса 1915 року

### Попередні нереалізовані та сумнівні проєкти
Ще з XIX ст. гармату Гаусса пропонувалося використовувати як для мирних, так і військових застосувань. Теоретичні напрацювання для її створення розробив у 1845 році американський винахідник Чарльз Графтон Пейдж. Того ж року американський винахідник Томас Бенінгфілд презентував «електричну» гармату, що згідно з пресою, такою як «Littell's Living Age», пробивала 3-дюймову дерев'яну дошку з відстані 20 ярдів залізними кульками. Проте Бенінгфілд ніколи не патентував свій винахід і не дав детального пояснення того, як він працює. Можливо, його гармата насправді стріляла завдяки вибуху газу, запаленого іскрою від гальванічного елемента.
Ідеєю створення гармати, що достеменно рухає снаряд магнетизмом, займався в 1890 році Микола Бенардос — український винахідник грецького походження на службі Російської імперії. Того ж року американський винахідник Л. С. Гарденер представив для видання «Oswego Daily Times» проєкт гармати, що розганяє снаряд електромагнітами, але його було визнано надто залежним від електричних батарей. В 1895 році австрійський інженер Франц Оскар Лео Елдер фон Гефт запропонував використовувати подібний пристрій для запуску апаратів на Місяць. А під час іспано-американської війни, у 1898 році, один із американських винахідників запропонував обстрілювати Гавану з котушкової гармати, встановленої на узбережжі Флориди з відстані близько 230 км. Також, лондонський винахідник А. С. Сімпсон у 1908 році пропонував новозеландському виданню «Progress» збудувати гармату Гаусса, здатну, згідно з його розрахунками, запустити 300-кілограмовий снаряд з початковою швидкістю 907 м/с на відстань 9144 км. Британськими військовими проєкт був відхилений як недоцільний та надто складний для реалізації. Існування реального прототипа цієї зброї лишилося сумнівним.
Російські інженери, полковники Микола Подольський та М. Ямпольський пропонували збудувати 97-тонну 300-мм наддовгу «магнітофугову гармату» з 18-метровим стволом і розрахунковою початковою швидкістю снаряда масою 1 т до 3 км/с. Комітет артилерії Головного артилерійського управління Російської армії відхилив проєкт 2 липня 1915 року через брак коштів та виробничих потужностей з огляду на Першу світову війну, хоча визнав ідею «правильною та здійсненною».

### Гармата Крістіана Біркелана
Реальну ж гармату, що приводить металевий заряд у рух за допомогою котушки зі струмом, вперше створив норвезький фізик Крістіан Біркелан з Університету Крістіанії (нині Осло). У 1901 році він випадково помітив, що дрібні металеві частики, потрапляючи в соленоїдну котушку, розганяються до великих швидкостей. За його розрахунками, пристрій із низки котушок міг би надати снаряду масою 0,45 кг швидкість до 600 м/с. Біркленд через 10 днів створив робочий прототип і запатентував 16 вересня 1901 року «новий метод стрільби снарядами з використанням електромагнітних сил». У листопаді 1901 фізик заснував компанію Birkeland's Firearms і зібрав електромагнітну гармату завдовжки близько метра, здатну розігнати півкілограмовий снаряд до 4 км/с. Згодом, 6 березня 1902 року, Біркелан провів демонстрацію зброї в Норвезькій академії наук, успішно здійснивши три постріли по дерев'яному щиту завтовшки 40 см. Згідно з матеріалом «The New York Times» 8 травня 1902 року, гармата Біркленда могла б вистрілити снаряд масою 2 т на 90 миль. Однак, згідно з іншими закордонними джерелами, реальні результати давали розгін до 15 м/с і на відстань не більше 1 км. Пізніше в 1902 році Біркелан і Мартін Кнудсен провели демонстрацію гармати для шведського короля Оскара II. Біркелан обіцяв, що гармата дозволить дострелити до Росії. Проте необхідна для цього гармата повинна була вистрілювати снарядом масою 2 т, що містить 500 кг нітрогліцерину, з початковою швидкістю 400 м/с; довжина її ствола мусила складати 27 м, що було складно реалізувати в той час. Наступна демонстрація гармати 6 лютого 1903 року завершилася невдачею — через коротке замикання гармата спалахнула, налякавши присутніх. В результаті Біркелан, хоча й запатентував гармату саме як зброю в 1904 році, так і не зміг переконати французьких і британських фахівців у її перевагах. Норвезькі військові також лишилися байдужими до розробки.
Востаннє Біркелан спробував запропонувати свій винахід британським військовим за пів року до початку Першої світової війни. За його умовами, ім'я Біркелана не повинно згадуватися ні в яких документах; після завершення роботи зі зброєю Норвегія мала б отримати вільний доступ до неї; зброю, створену на основі цієї технології, ніколи не можна використовувати проти жителів Скандинавії. Зустріч із представником Британської ради з винаходів Френсісом Далрімплем у Каїрі наприкінці листопада 1916 року, ймовірно, закінчилася невдачею. Через рік Біркленд помер, загалом отримавши шість патентів на електромагнітну гармату.

### Наступні реалізації

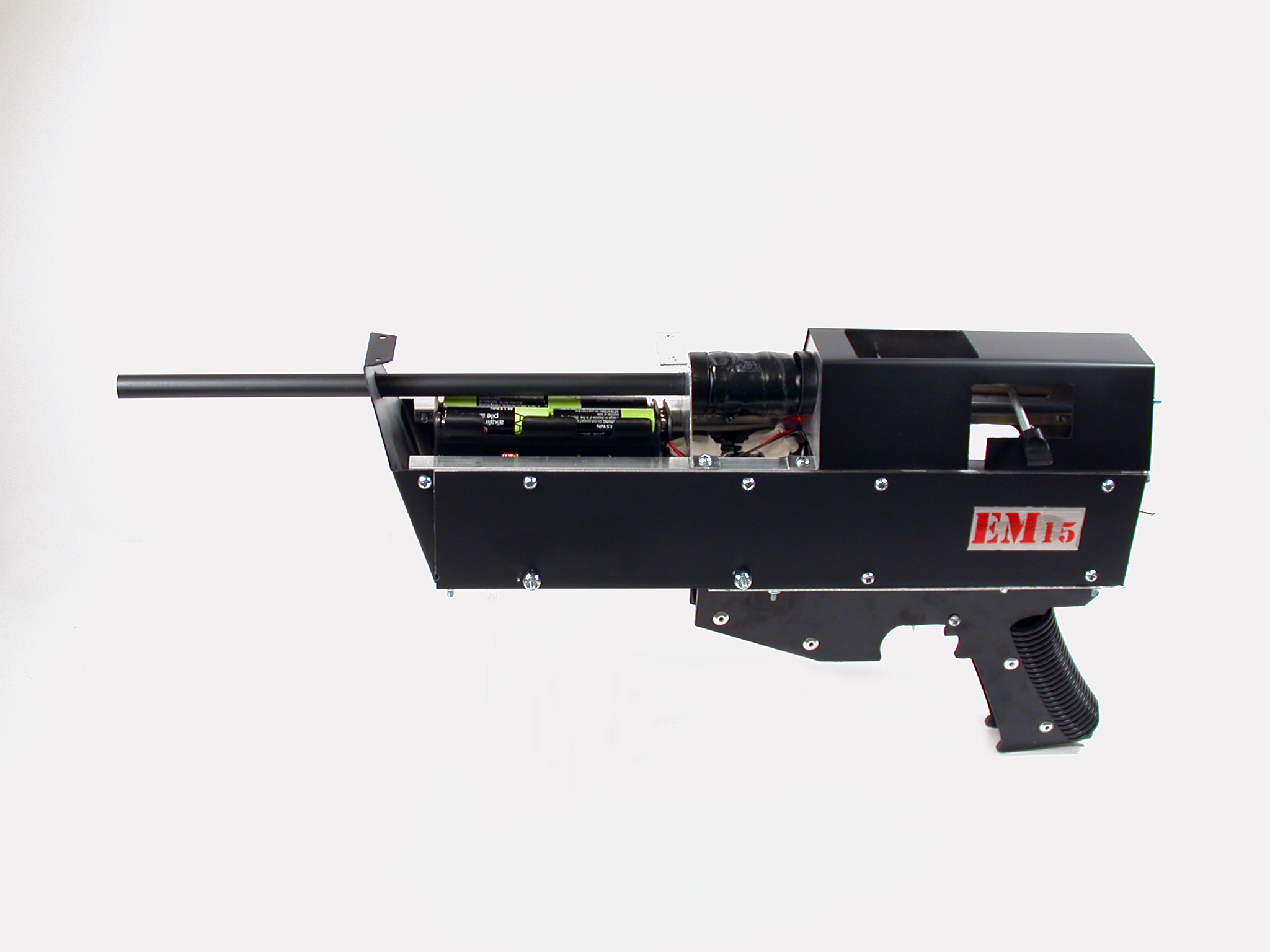
Індивідуальна одноступенева гармата Гаусса (аматорська розробка)

У 1933 році техаський винахідник Вірджил Рігсбі розробив і запатентував стаціонарний кулемет, який діяв за принципом гармати Гаусса. Про нього писали в багатьох виданнях, таких як американська «Popular Mechanics» та «Life», де винахід описувався як «електромагнітний кулемет».
Під час Другої світової війни в Японії також розроблялися гармати Гаусса. Найдосконаліший варіант розганяв снаряд масою 86 г до швидкості 335 м/с. Американці після окупації Японії в 1947 році скопіювали цей зразок, але практичне використання гармати Гаусса лишалося нераціональним. В Німеччині, в 1944 році, інженер Йоахім Ганслер створив гармату Гаусса, здатну вистрілювати снаряд масою 10 г зі швидкістю 1080 м/с. Розробкою зацікавились представники Люфтваффе, але проєкт лишився без розвитку через поразку Німеччини.
У 1974 році російські радянські фізики В. Бондалетов та Е. Іванов опублікували результати розгону на експериментальній установці алюмінієвих та мідних провідників масою 0,5—3 г до 3—5 км/с. В Австралійському національному університеті 1977 року Річард Маршалл встановив світовий рекорд швидкості стрільби з електромагнітної зброї — 5,9 км/с. Цей рекорд потім тримався ще понад 30 років. Професор Массачусетського технологічного інституту Генрі Колм тоді ж успішно продемонстрував котушкову гармату під назвою «Mass Driver I», в рамках програми НАСА з колонізації космосу. Пізніше того ж року обидві організації припинили фінансування гармат.
Російські радянські фізики під керівництвом В. Бондалетова в 1970—1980-ті роки моделювали за допомогою прискорювача, що діє за принципом гармати Гаусса, зіткнення космічних апаратів з космічним пилом. При цьому снаряди у формі кульок були зроблені з діелектрика, а електромагнітним полем розганявся їхній носій у формі мідного кільця.
Різноманітні схеми ручних гармат Гаусса, які пропонувалося зібрати самотужки, публікувалися з 2001 року сайтом World's Coilgun Arsenal. Відомо про приклади, зібрані ентузіастами з США, Британії, Німеччини, Норвегії, Швеції, України, Білорусі, Росії. Всі ці гармати характеризувалися невеликою швидкістю зарядів, у районі 30 м/с масою від 2 до 40 грамів.
Американський журнал «Nuts and Volts» у 2008 році публікував інструкції з виготовлення гармати Гаусса у форматі пістолета EM-15. Гармата дозволяла запускати 8-грамовий металевий снаряд калібру .30 з регульованою швидкістю, живилася від 12-вольтового комплекту батарей AA. Вона розганяла снаряди до швидкостей 17,37—39,32 м/с, чого вистачало, аби пробити бляшанку чи розбити скляну банку.
Китайські інженери та фізики повідомляли у 2012 році про тестування запуску 120-мм снарядів. Гармата з 15-ма стадіями розганяла 5-кілограмові мідні снаряди до 220 м/с через 2,5-метрову пускову установку з конденсаторами енергоефективністю 14,5 %.
На початку вересня 2023 року, згідно з повідомленням ВМС Китаю, було здійснено випробування найпотужнішої у світі котушкової гармати. За словами вчених, які брали участь у випробуваннях, електромагнітна пускова установка розігнала снаряд вагою 124 кг до швидкості 700 км/год менш ніж за 0,05 секунди. Тобто, снаряд, що рухається з такою швидкістю, може уразити ціль, яка перебуває на відстані декількох кілометрів.

### Початок серійного виробництва
У 2018 році американська компанія Arcflash Labs повідомила про виробництво ручної гармати Гаусса EMG-01A, що стріляє 6-грамовими сталевими зарядами на швидкості 45 м/с. Заряду батареї вистачало на близько 100 пострілів. Ціна складала 1000 дол. Продавалася виключно в США, прирівнюючись згідно із законодавством до пневматичної зброї. EMG-01A оцінювалася радше як іграшка, ніж зброя, підхожа для стрілянини по бляшанках.
У липні 2020 року сайт js7tv опублікував відео випробувань гармат Гаусса китайського виробництва в форматі пістолета, ручної рушниці та монтованої на невеликого гусеничного робота. Ці гармати втім використовувалися для стрілянини по таких цілях як повітряні кульки.
Arcflash Labs у серпні 2021 року повідомила про випуск «найпотужнішої котушкової гармати, коли-небудь продаваної для загалу». Гармата під назвою GR-1 ANVIL ціною $3750 (магазин та боєприпаси продаються окремо), стріляє зарядами арматури завдовжки 32, 42 або 52 мм, діаметром 11—12,6 мм на швидкості близько 60 м/с (200 фт/с). Скорострільність складає близько 100 пострілів на хвилину. Заряду батарей вистачає на орієнтовно 40 пострілів. Довжина ствола 26 дюймів. Вага без набоїв та батареї — 9 кг. Ця гармата є найпотужнішою з гармат Гаусса серійного виробництва.
У грудні 2021 року китайські вчені Військово-морського інженерного університету в Ухані заявили, що створили найпотужніший у світі пістолет Гаусса із використанням штучного інтелекту та нейромереж. Кінетична енергія кулі досягає майже 150 джоулів, що вдвічі перевищує мінімальну енергію, необхідну для смертельного пострілу. Китайські військові використовують штучний інтелект і для створення великомасштабної електромагнітної зброї, такої як електромагнітні гармати для кораблів.